# كوانا (ميه)
مدينة كوانا (بالإنجليزية: Kuwana)‏ هي أحد المدن التابعة لمحافظة ميه. تأسست رسميًا في 01/04/1937. ويقدر عدد سكانها بـ 140816 نسمة حسب تقدير مكتب الإحصاء الياباني لعام 2012. تبلغ مساحة كوانا 136.61 كم2. بكثافة سكانية تبلغ 1031 نسمة/كم2.

## أعلام
- ماساتوشي ميزوتاني
- دايسوكي يونياما
- كوتا أساي
- ميكاكو كوماتسو
- ويليام يوشيكاوا